# 1932

## أحداث
- تأسيس مدينة بالخاش وتقع حاليا في كازاخستان.
- تأسيس مدينة كاركيلا وتقع حاليا في فنلندا.
- 30 يونيو: تأسيس مدينة لاتينا وتقع حاليا في إيطاليا.
- بداية النزاعات الحدودية السوفيتية اليابانية في 1932 والتي انتهت في 1939.
- بداية حرب تشاكو في 9 سبتمبر 1932 والتي انتهت في 12 يونيو 1935.

### فبراير
- 10 فبراير -  سعيد بن تيمور يتولى حكم عمان ومسقط بعد تنحي أبيه تيمور بن فيصل.

### سبتمبر
- 23 سبتمبر -  إعلان قيام المملكة العربية السعودية من قبل الملك عبد العزيز آل سعود.

### أكتوبر
- 1 أكتوبر -  أحمد بلافريج يؤسس مدرسة مجمد جسوس.
- 3 أكتوبر - إنهاء الانتداب البريطاني على العراق و الذي بدأ بعد الحرب العالمية الأولى عام 1918، فنال العراق استقلاله في 3 أكتوبر، وانضم كعضو كامل في عصبة الأمم.

## مواليد
- آبيبي بيكيلا
- أبو أويس بوخبزة
- أحمد عبد العال
- أحمد طالب الإبراهيمي
- أحمد عبد السلام البقالي
- أنتونيو غاريدو
- أوتو باريتش
- أوليفر وليامسون
- إحسان القلعاوي
- إدموند صفرا
- إدوارد كنيدي
- إلياهو بن إليسار
- إليزابيث تايلور
- إيشيهارا شنتارو
- إيمي ميجنوت
- أحمد سامي الجلبي
- إبراهيم بن حسن الشعبي
- امريش بوري
- بدر بن عبد العزيز آل سعود
- بهيجة أحمد شهاب
- بيتر أوتول
- بيتر أيزنمان
- بيتولا كلارك
- تركي الثاني بن عبد العزيز آل سعود
- تشيزري مالديني
- ثاندي بولاك
- جاك شيراك
- جورج البهجوري
- جون أبدايك
- جون سورل
- جون هيلرمان
- جوني كاش
- حسام الخطيب
- حسن الترابي
- دودلي هيرشباك
- دونالد رامسفيلد
- ديان فوسي
- ديبي رينالدز
- ديفيد سكوت
- دينو ساني
- رابح تركي
- راشد بن أحمد المعلا
- رشاد الإمام
- رفعت السعيد
- روبرت ماندل
- زئيف شيف
- سالم علي البهنساوي
- سامي موريه
- ساندور ماتراي
- ستيفان بروي
- ستيفن كوفي
- سليمان الخالد
- سيلفيا بلاث
- شفيق الحوت
- شيلدون جلاشو
- صبري موسي
- عاطف عبيد
- عبد الحليم خدام
- عبد الرحمن زعبي
- عبد العزيز الطودي
- عبد العزيز المسند
- عبد الفتاح بيومي مدكور
- عبد المجيد الشريدة
- عبد الوهاب عميش
- عدنان الداعوق
- علي الصقلي الحسيني
- عمر الشريف
- عمر بن سالم
- عوض دوخي
- غالب هلسة
- غاي ستيفان
- فارون يونغ
- فايدة كامل
- فتحي لاشين
- فتحية نكروما
- فرانسيس لاي
- فرانسيسكو زاغاتي
- فرناندو بوتيرو
- فرينيك سيبوس
- فيديادر سوراجبراساد نيبول
- فيرناند ديفلامينك
- كارلوس راش
- كامل الأسعد
- كلود هوغيز
- كنعان وصفي
- لازلو ساروسي
- لوك مونتانييه
- مائير كاهانا
- مانموهان سينغ
- مايكل سميث
- مايكل هارت
- مبارك عبد الله الأحمد الصباح
- محسن بن ابي الضياف
- محمد الصديق بن يحي
- محمد الناصر القليبي
- محمد الهادي الشريف
- محمد رفعت عبد الصبور
- محمد سعيد العشماوي
- محمد صالح عمر
- محمد عوض يوسف
- محمد موجيتش
- محمود العربي
- مصطفى العرفاوي
- مصطفى طلاس
- ملفن شفارتز
- ميريام ماكيبا
- ميشال المر
- ميلوش فورمان
- نجيب سرور
- نهاد شريف
- نور الدين صمود
- هادي بوراوي
- هانس فان مانين
- هيرمان هيرتزبرغر
- وجيه نحلة
- وهبة الزحيلي
- ياسين رشدي
- يحيى المشد
- يوسف السيد هاشم الرفاعي
- يوسف ذنون، خطاط موصلي عراقي مشهور.
- عدنان الدليمي، سياسي وأكاديمي عراقي.
- عمر الطالب، روائي وناقد عراقي من الموصل.
- رسمي العامل، محامٍ وسياسي وإعلامي عراقي مخضرم.

### فبراير
- 1 فبراير - حسن الترابي، مفكر وزعيم سياسي وديني سوداني.

### مارس
- 8 مارس - سميحة أيوب، ممثلة مصرية.

### أبريل
- 4 أبريل - أندري تاركوفسكي، مخرج وممثل وكاتب روسي.

### مايو
- 15 مايو - علي الصقلي الحسيني، أديب مغربي.

### يونيو
- 12 يونيو - محمد عوض، ممثل مصري.

### يوليو
- 19 يوليو - إيسامو تانوناكا، ممثل أداء صوتي ياباني.

### أكتوبر
- 31 أكتوبر - إييماسا كايومي، ممثل أداء صوتي ياباني.
- 20 أكتوبر - روكورو نايا، ممثل أداء صوتي ياباني.

## وفيات
- زكي مغامز
- محمد صفا بك

### أبريل
- 28 أبريل - ترومان ألدريتش، سياسي أمريكي.

### أكتوبر
- 14 أكتوبر - أحمد شوقي شاعر مصري.

## نال جائزة نوبل
- في الفيزياء – ألماني فرنر هيزنبرج.
- في الكيمياء – الأمريكي إرفينغ لانغموير.
- في الطب – البريطانيان تشارلس شرينغتون وإدغار أدريان.
- في الأدب – البريطاني جون غلزورثي.
- في السلام – محجوبة.